# DKW F102
DKW F102 – samochód osobowy klasy średniej produkowany przez niemiecką firmę Auto Union, następnie Volkswagen AG w latach 1964-1966. Dostępny jako 2- i 4-drzwiowy sedan. Następca samochodu Auto Union 1000. Do napędu użyto dwusuwowego silnika R3 o pojemności 1,2 litra. Moc przenoszona była na oś przednią poprzez 4-biegową, manualną, w pełni zsynchronizowaną skrzynię biegów. Samochód został zastąpiony przez Audi F103. Samochód nie odniósł zakładanego sukcesu, co więcej przyczynił się do znacznych strat finansowych po stronie producenta. Stało się to głównie z powodu użytego silnika - jednostki dwusuwowe w latach 60. zaczęły być uważane za rozwiązanie przestarzałe. Volkswagen w roku 1966 postanowił dokonać radykalnych zmian produkowanego modelu. Samochód przystosowano do montażu jednostek czterosuwowych. Nowy samochód otrzymał nazwę Audi 60. F102 zaprezentowany został we wrześniu 1963, aczkolwiek produkcja dwudrzwiowego wariantu ruszyła w marcu 1964, a czterodrzwiowego - w styczniu 1965. Wyprodukowano 50 053 egzemplarzy F102.

## Dane techniczne

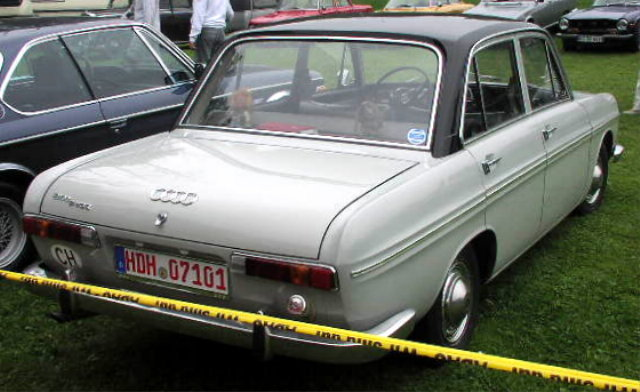
Tył nadwozia

### Silnik
- R3 1,2 l (1175 cm³), dwusuw
- Układ zasilania: gaźnik Solex
- Średnica cylindra × skok tłoka: 85,50 mm × 68,00 mm
- Stopień sprężania: 7,5:1
- Moc maksymalna: 70 KM (51,5 kW) przy 4500 obr./min
- Maksymalny moment obrotowy: 103 N•m przy 2500 obr./min

### Osiągi
- Prędkość maksymalna: 135 km/h